# Sự kiện UFO Varginha

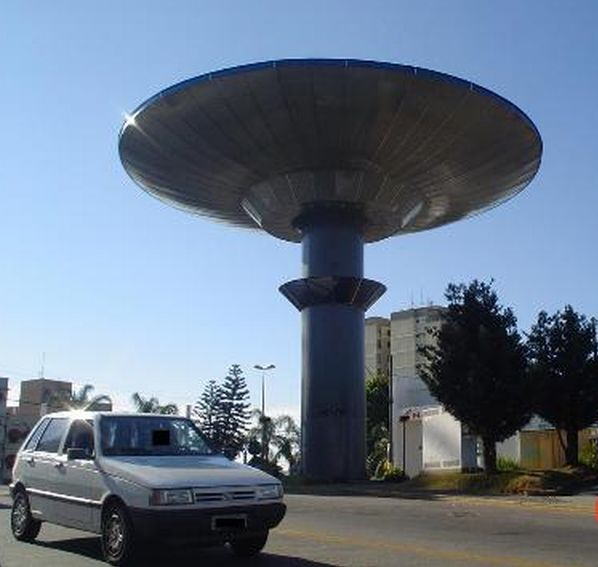
Tháp nước hình tàu vũ trụ tại công viên trung tâm thành phố Varginha là biểu tượng của sự kiện UFO này

Sự kiện UFO Varginha là vụ một sinh vật ngoài hành tinh bị quân đội phát hiện và bắt giữ ở Varginha, Brasil, năm 1996. Những báo cáo như vậy được phát sóng lần đầu tiên trên chương trình truyền hình ngày Chủ nhật Fantástico của Rede Globo, và thu hút sự chú ý từ giới truyền thông trên toàn thế giới, bao gồm một bài báo trên tờ The Wall Street Journal. Nó đã trở thành một trường hợp nổi tiếng trong ngành UFO học Brasil. Chính phủ Brasil đã chính thức bác bỏ mọi tuyên bố liên quan đến việc bắt giữ các thực thể sinh học ngoài Trái Đất (EBEs), nhưng một số nhà lý thuyết tuyên bố khác, cáo buộc chính phủ che đậy. Đối với một số thiếu nguồn dữ liệu đáng tin cậy là bằng chứng chống lại thực tế của nó; lời khai của các cá nhân "chính thức" ẩn danh, thường được nêu lên.
Điều tra viên UFO Kevin D. Randle viết rằng "trường hợp này cũng phức tạp như bất kỳ trường hợp nào khác trong lĩnh vực UFO."  Randle lưu ý rằng thiếu bằng chứng vật lý hỗ trợ cho trường hợp này, và nói thêm, "Thực tế, chúng tôi đã không thể xác minh được nhiều thứ."
Nhà nghiên cứu UFO Roger Leir ở Ventura, California, mô tả những cuộc phỏng vấn với các nhân chứng địa phương trong quyển Ufo Crash in Brazil, phỏng đoán rằng có hai sinh vật. Theo lời cáo buộc, một sinh vật bị thương và cả hai đã được đưa đến một phòng khám y tế địa phương. Các bác sĩ và y tá của phòng khám mô tả các sinh vật này và kể lại những sự cố bất thường, một số có vẻ kỳ dị trong tự nhiên. Là một bác sĩ phẫu thuật chân, Leir đặc biệt quan tâm đến đôi chân của họ. Câu chuyện kết thúc bằng việc giới chức quân sự di dời các sinh vật này tới một nơi bí mật.

## Tổng quan

### Sinh vật
Theo giới truyền thông đưa tin, sinh vật này lần đầu tiên được nhìn thấy bởi ba người phụ nữ từ 14 đến 22 tuổi: hai chị em Liliane và Valquíria Fátima Silva, và bạn của họ là Kátia Andrade Xavier. Họ được cho là đã nhìn thấy sinh vật này vào chiều ngày 20 tháng 1 năm 1996: Một loài động vật hai chân cao khoảng 1,6 mét (5 ft), với cái đầu lớn và thân hình rất gầy, với bàn chân hình chữ V, da nâu và đôi mắt đỏ lớn. Nó dường như bị chao đảo hoặc không ổn định, và các cô gái cho rằng nó bị thương hoặc bị bệnh.
Hai chị em Silva bèn chạy trốn và về bảo với mẹ rằng họ đã nhìn thấy "ác quỷ". Người phụ nữ không tin cho đến khi cô đi đến khu vực mà họ được cho là đã nhìn thấy sinh vật này và ngửi thấy mùi giống như amonia, và không tìm thấy gì ngoài tiếng bước chân của nó và một con chó đánh hơi nơi này. Sau khi câu chuyện của họ được thuật lại cho gia đình và bạn bè biết, tức thì những tin đồn bắt đầu lan truyền khắp thành phố liên quan đến việc nhìn thấy UFO và các sinh vật ngoài hành tinh bị lực lượng quân đội bắt cóc. Hai ngày sau, một sinh vật khác được cho là nằm dọc theo một con đường. Ba xe tải quân sự được cho là điều động tới tóm lấy nó.
Một sinh vật tương tự theo như báo cáo được người gác cổng nhìn thấy tại sở thú địa phương. Những tháng tiếp theo, ba con vật chết một cách bí ẩn.

### Nhìn thấy UFO
Oralina và Eurico de Freitas, chủ sở hữu của một trang trại trong thị trấn, kể lại đã nhìn thấy một chiếc UFO bay lơ lửng trên đàn gia súc của họ. Oralina bị thu hút bởi sự kích động đột ngột ở động vật của mình và phát hiện vật thể bay sau khi cô đi kiểm tra xem điều gì đang làm phiền chúng. Vật thể này được cho là lơ lửng trên cánh đồng của họ trong vòng 40 phút.

## Điều tra
Liên quan đến sinh vật đất hoang, một cuộc điều tra chính thức do chính quyền quân sự Brazil dẫn đầu năm 2010 đã kết luận rằng chị em Silva thực sự đã bắt gặp một người đàn ông vô gia cư tinh thần không ổn định có biệt danh "Mudinho" phủ đầy bùn, và những chiếc xe tải quân sự đang hoạt động theo lịch trình bình thường của họ trong đêm đó. Quân đội cũng tuyên bố rằng người ngoài hành tinh nhìn thấy trong bệnh viện là một cặp vợ chồng lùn được theo dõi bệnh tật.